# Korie Lucious
Korian „Korie” Lucious (ur. 5 stycznia 1989 w Gary) – amerykański koszykarz, występujący na pozycji rozgrywającego, aktualnie zawodnik brazylijskiego Rio Claro.
24 czerwca 2015 podpisał umowę z zespołem King Wilki Morskie Szczecin. Klub zwolnił go 11 stycznia 2016.

## Osiągnięcia
NCAA
- Zaliczony do składu All-Big 12 Honorable Mention (2013)[3]